# 多赫諾
48°17′27″N 29°15′56″E / 48.29083°N 29.26556°E
多赫諾（烏克蘭語：Дохно），是烏克蘭的村落，位於該國西南部文尼察州，由海辛區負責管轄，始建於1880年，面積8.29平方公里，2001年人口199，人口密度每平方公里24人。